# Réglisse sauvage
Réglisse sauvage est un nom vernaculaire de plantes ambigu. Il peut faire référence à :
- Astragalus glycyphyllos, une espèce de plantes à fleurs de la famille des Fabaceae,
- Polypodium vulgare, une espèce de fougères de la famille des Polypodiaceae.